# Christopher Sogge
Christopher Donald Sogge  (/ˈsɒɡi/; 14 de julho de 1960) é um matemático estadunidense. É J. J. Sylvester Professor of Mathematics da Universidade Johns Hopkins e editor-in-chief do periódico American Journal of Mathematics. Suas pesquisas envolvem análise de Fourier e equações diferenciais parciais.

## Formação e carreira
Sogge graduou-se na Universidade de Chicago em 1982, com um doutorado em matemática na Universidade de Princeton em 1985, orientado por Elias Stein. Lecionou na Universidade de Chicago de 1985 a 1989 e na Universidade da Califórnia em Los Angeles de 1989 a 1996 antes de ir para a Universidade Johns Hopkins.

## Prêmios e honrarias
Em 2012 foi um dos inaugural fellows da American Mathematical Society. Recebeu o Prêmio Presidencial Jovem Investigador.
Foi palestrante convidado do Congresso Internacional de Matemáticos em Zurique (1994: Smoothing estimates for the wave equation with applications).

## Livros
- Fourier integrals in classical analysis (Cambridge Tracts in Mathematics 105, Cambridge University Press, 1993)[5][6]
- Lectures on non-linear wave equations (International Press, 1995; 2nd ed., 2008)[7]
- Hangzhou lectures on eigenfunctions of the Laplacian, (Annals of Mathematical Studies 188, Princeton University Press, 2014)